# Mijailo Yalovi
Mijailo Omelyanovich Yalovi, en ucraniano: Михайло Омелянович Яловий, (Dar-Nadezhda, 5 de junio de 1895 - Sandarmoj, 3 de noviembre de 1937), también conocido bajo los seudónimos de Yulian Shpol y Mijailo Krasni, fue un poeta futurista, prosista y dramaturgo comunista ucraniano. Se le considera una de las principales figuras del Renacimiento fusilado.

## Biografía

### Los primeros años y la Revolución
Yalovi nació en 1895 en el pueblo de Dar-Nadezhda, uyezd de Kostiantinhrad, en la Gobernación de Poltava (hoy óblast de Járkov), en la familia del secretario del vólost. Tuvo dos hermanos, Kostiantin y Hrihori. Su educación secundaria la obtuvo en el gimnasio de Mírhorod en 1916. Después de eso, se matriculó en el Departamento de Medicina de la Universidad de San Vladímir de Kiev. Allí se sumergió por completo en actividades revolucionarias, convirtiéndose en miembro de uno de los más influyentes partidos socialrevolucionarios, el Partido ucraniano de los socialistas revolucionarios (Essery o SR).
Desde el comienzo de la Revolución de Febrero regresó a Kostiantinhrad (hoy Krasnohrad) donde encabezó un Comité Revolucionario. Posteriormente fue elegido miembro del Comité Ejecutivo del Consejo de Diputados Obreros y Campesinos de Kostiantinhrad. Después de que el ala izquierda de Essery se dividiera en 1918 con un partido separado de borotbistas, se convirtió en uno de los miembros más destacados. Participó activamente en la edición de los periódicos Borotba [Lucha] y Selianska bidnota [Campesinado pobre]; de este último fue el director. Aproximadamente durante este tiempo trabajaba como redactor jefe en el periódico Campesino y Obrero, la «locomotora» de la instrucción y agitación del Jefe del Comité Ejecutivo Central de Ucrania, Hrihori Petrovski.
Realizó trabajos clandestinos en la región de Odesa y Jersón. Allí organizó una lucha contra las fuerzas de ocupación alemanas y los seguidores de Hetman. En 1919, como parte de la delegación de borotbistas, visitó Galitzia.

### Trabajo creativo y activismo
En 1920, Yalovi se inscribió en el Partido Comunista de Ucrania, el CPU(b). Durante algún tiempo estuvo instalado en Moscú como representante del gobierno ucraniano. En 1921, junto con Mijailo Semenko y Vasil Aleshko, creó el Grupo de choque de poetas futuristas en Járkov. Junto con Oleksa Slisarenko y Mikola Bazhan, Yalovi se convirtió en miembro de Hart en 1925, más tarde, ese mismo año, con varios miembros de Hart, creó VAPLITE, convirtiéndose en su presidente.
En 1926, Yalovi publicó un artículo, El joluystvo de San Petersburgo (joluystvo es una palabra rusa despectiva para la ignorancia) en defensa de la cultura nacional ucraniana que fue desencadenado por otro artículo de la revista de Leningrado Zhyzn isskustva (n.° 14), ¿Autodeterminación o chovinismo? El 20 de noviembre de 1926 fue despedido, junto con Mikola Jvilovi, del colegio editorial de Chervoni Shliaj por orden del Politburó del Comité Central del Partido Comunista de Ucrania (bilshovyks). Más tarde, él, Dosvitni y Jviliovi abandonaron VAPLITE para salvar la organización, pero al final la organización se vio obligada a disolverse.

### Arresto y encarcelamiento
Mijailo Yalovi fue arrestado la noche del 12 al 13 de mayo de 1933 durante el registro de su apartamento por agentes de la GPU de la R. S. S. de Ucrania.
El 31 de mayo de 1933 fue expulsado del CPU(b) por haberse «infiltrado en sus filas con el objetivo de crear una organización fascista contrarrevolucionaria que tenía como objetivo derrocar al gobierno soviético». Yalovi fue acusado de espiar para el consulado polaco y de prepararse para asesinar al primer secretario de la CPU(b) Pável Póstyshev (óbalst y ciudad de Járkov). Se negó a reconocerse culpable de estos crímenes.
Yalovy fue sentenciado a 10 años en campos de trabajos correccionales (ITL, parte del Gulag).

### Ejecución, entierro y rehabilitación
Unos años más tarde, durante la Gran Purga, Yavlovi fue sentenciado sumariamente el 9 de octubre de 1937 en una sesión de la troika especial extrajudicial NKVD del óblast de Leningrado a ser fusilado en uno de los campos de exterminio de Carelia. La ejecución, una bala en la parte posterior de la cabeza frente a una trinchera excavada, tuvo lugar unas semanas después, el 3 de noviembre de 1937, en el OGPU de Svirlag (Lodeynoye Pole). Otros datos indican que el lugar de descanso final de Yavlovi podría estar entre los miles fusilados y enterrados en Sandarmoj cerca de Medvezhegorsk.
Después de la muerte de Stalin, Yavlovi y muchos miles de otras víctimas condenadas a muerte por las troikas extrajudiciales fueron rehabilitadas. El 19 de junio de 1957, el tribunal militar del distrito militar de Leningrado (LVO) anuló la condena porque no había cargos a los que responder.

## Obra
- Красний, Михайло (1920). «Треба розжувати» [Necesita ser masticado]. Селянській бідноті [El campesino pobre] (en ucraniano). Cuento.
- Верхи [Cimas] (en ucraniano). Colección de poesía. Kiev—Moscú—Berlín: Golfshtrem. 1923.
- Шпол, Юліан (1928). Катина любов або будівельна пропаганда [El amor de Catina, o propaganda de construcción] (en ucraniano). Ccomedia. Járkov.
- Шпол, Юліан (1929). Золоті лисенята [Zorros dorados] (en ucraniano) (I edición). Járkov: Knyhospilka. (II ed. — Járkov: Knyhospilka, 1930)[4]
- Шпол, Юліан (2007).  Ушкалова, Олександра, ed. Вибрані твори [Obras escogidas] (en ucraniano). Kiev: Smoloskyp. ISBN 966-8499-46-8.